# Friedensgericht Worms
Das Friedensgericht Worms war ein Friedensgericht zunächst in Frankreich und dann in der Provinz Rheinhessen des Großherzogtums Hessen mit Sitz in Worms.

## Vorgeschichte
Im Heiligen Römischen Reich war Worms Reichsstadt. Verwaltung und Rechtsprechung waren noch nicht getrennt. Die Rechtsprechung erster Instanz erfolgte durch das Stadtgericht. Dieses bestand aus 8 Schöffen, die vom ständigen Rat (den Dreizehnern) bestimmt wurden. Eine Berufung gegen Entscheidungen des Stadtgerichtes war beim Rat möglich.
1792 eroberten die Truppen des revolutionären Frankreichs die Rheinlande. Dort entstand die Mainzer Republik, die der französische Nationalkonvent auf deren Antrag mit Gesetz vom 30. März 1793 annektierte. Bedingt durch die Koalitionskriege kam es aber nur schrittweise und erst nach 1795 zu einer dauernden Neuordnung des Gebiets – auch auf dem Gebiet der Justiz.

## Gründung
Durch das Gesetz über Verwaltung und Justizorganisation in den vier linksrheinischen Départements vom 5. Dezember 1795 (14 frimaire IV) wurde das französische Gerichtsverfassungsgesetz Loi des 16 et 24 août 1790 sur l'organisation judiciaire auch hier verbindlich. Dieses Gesetz sah die Einrichtung von Friedensgerichten für die streitige Gerichtsbarkeit und von Notariaten für die Freiwillige Gerichtsbarkeit in allen Kantonen vor. Inwieweit das damals schon in die Praxis umgesetzt war, bleibt unklar, da der Erste Koalitionskrieg noch andauerte und Worms zu diesem Zeitpunkt nicht französisch besetzt war, was erst 1797 wieder geschah.
Mit dem Frieden von Campo Formio wurde die Annexion des Rheinlandes im Oktober 1797 auch von deutscher Seite anerkannt. Anschließend errichtete die französische Verwaltung in den annektierten Gebieten ihre Strukturen und richtete auch das „Friedensgericht Worms“ ein. Erster Friedensrichter wurde Ludwig Heisel, der Worms 1793 im „Nationalkonvent“ der Mainzer Republik vertreten hatte.
Das Friedensgericht war dem Départementsgericht des Département du Mont-Tonnerre untergeordnet, das seinen Sitz in Mainz hatte. Oberstes Gericht war das Revisionsgericht in Trier.
Mit Circumscription (Rundschreiben) vom 28. Januar 1803 (8. Pluviose XI) wurde der Umfang des Kantons und damit der Gerichtsbezirk des Friedensgerichtes nochmals bestätigt.

## Bezirk
Der Gerichtsbezirk umfasse den Kanton Worms, der ausschließlich aus der Stadt Worms bestand. Dieser Umfang der örtlichen Zuständigkeit blieb bis zur Auflösung des Gerichts 1879 unverändert, auch als der Kanton 1835 als Verwaltungsgebiet aufgelöst wurde.

## Weitere Entwicklung
Nach der Rückeroberung in den Befreiungskriegen wurde die Region von 1814 bis 1816 von der österreichisch-bayerischen  Gemeinschaftlichen Landes-Administrations-Commission verwaltet. Diese ließ die vorgefundene Justizorganisation bestehen, ergänzte sie aber am 27. Juli 1815 um den Appellationshof in Kreuznach als Obergericht.
Auch das Großherzogtum Hessen, das Rheinhessen im Rahmen eines Gebietstausches 1816 erhielt und als Provinz Rheinhessen konstituierte, übernahm die bestehende Gerichtsverfassung. Allerdings wurde der Appellationshof in Kreuznach aufgelöst und durch den Provisorischen Kassations- und Revisionsgerichtshof für die Provinz Rheinhessen und ein Kreisgericht in Mainz geschaffen. Das Friedensgericht Worms war nun eines von zwölf Friedensgerichten in der Provinz Rheinhessen, die dem Kreisgericht Mainz untergeordnet waren.
Nach Teilung des Kreisgerichtes Mainz in die Kreisgerichte Mainz und Alzey zum 1. Dezember 1836 kam Worms in den Bezirk des Kreisgerichts Alzey, das am 24. Oktober 1852 in „Bezirksgericht Alzey“ umbenannt wurde.

## Ende
Mit dem Gerichtsverfassungsgesetz von 1877 wurden Organisation und Bezeichnungen der Gerichte reichsweit vereinheitlicht. Zum 1. Oktober 1879 hob das Großherzogtum Hessen deshalb die Friedensgerichte auf. Funktional ersetzt wurden sie durch Amtsgerichte. So ersetzte – bei geändertem Umfang des Gerichtsbezirks – das Amtsgericht Worms das Friedensgericht Worms. Das neue Amtsgericht war dem Landgericht Mainz und dem Oberlandesgericht Darmstadt untergeordnet.